# Szerpuhovszko-Tyimirjazevszkaja
A Szerpuhovszko-Tyimirjazevszkaja (oroszul: Серпуховско-Тимиря́зевская ли́ния) a moszkvai metró 9-es számozású, szürke színnel jelölt vonala. Nyolc kocsiból álló, 81–717/714 típusú szerelvények közlekednek rajta.

## Szakaszok átadása
| Szakasz                                 | Átadás              | Hossz   |
| --------------------------------------- | ------------------- | ------- |
| Szerpuhovszkaja – Juzsnaja              | 1983. november 11.  | 13,0 km |
| Juzsnaja – Prazsszkaja                  | 1985. november 6.   | 1,1 km  |
| Szerpuhovszkaja – Borovickaja           | 1986. január 23.    | 2,8 km  |
| Borovickaja – Csehovszkaja              | 1987. december 31.  | 1,6 km  |
| Csehovszkaja – Szavjolovszkaja          | 1988. december 31.  | 4,2 km  |
| Szavjolovszkaja – Otradnoje             | 1991. március 3.    | 8,5 km  |
| Otradnoje – Bibirevo                    | 1992. december 31.  | 2,6 km  |
| Bibirevo – Altufjevo                    | 1994. július 15.    | 2,0 km  |
| Prazsszkaja – Ulica Akagyemika Jangelja | 2000. augusztus 31. | 2,0 km  |
| Ulica Akagyemika Jangelja – Annyino     | 2001. december 12.  | 1,4 km  |
| Annyino – Bulvar Dmitrija Donszkovo     | 2002. december 26.  | 2,0 km  |
| Összesen:                               | 25 állomás          | 41,5 km |

## Képek

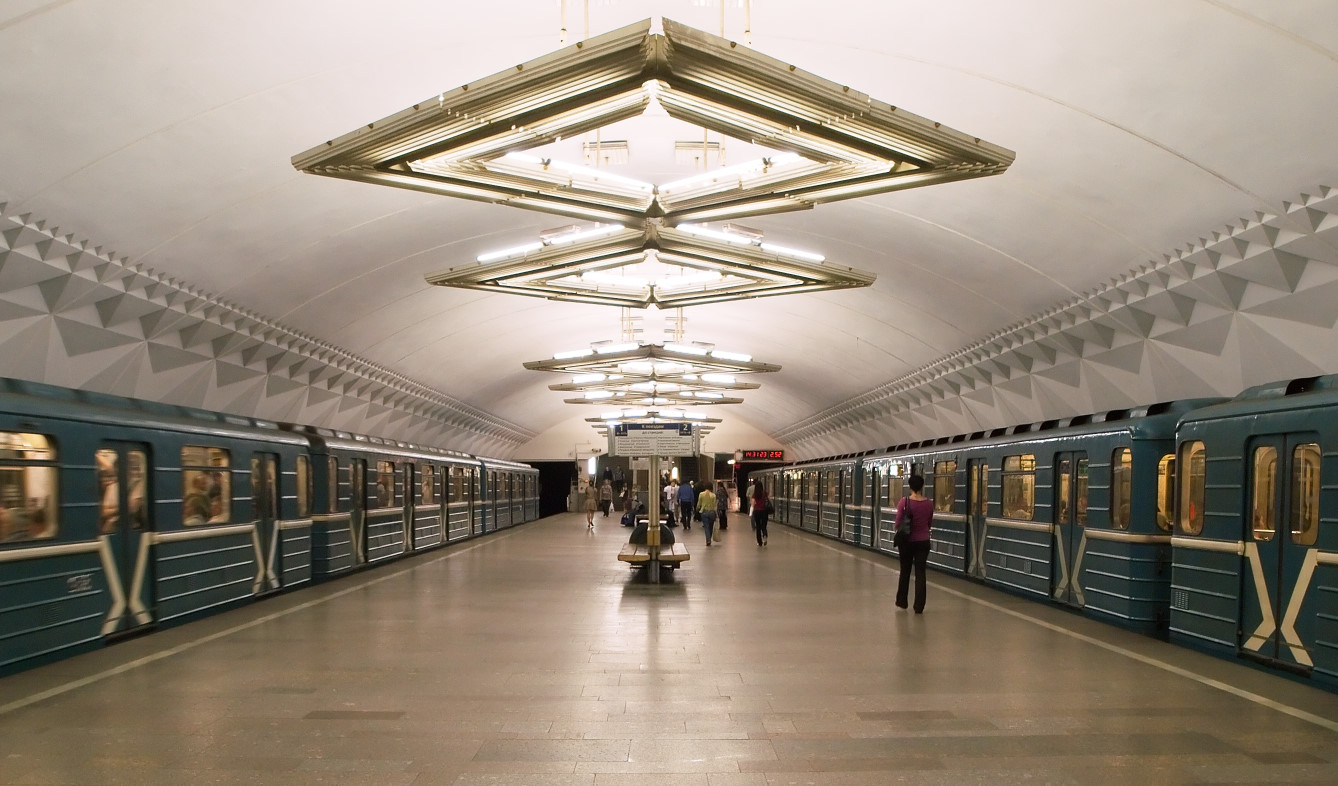
A Tulszkaja állomás